# دیمه‌درب
دیمه‌درب نام روستایی است که در ۴۰ کیلومتری شهرستان هفتکل در استان خوزستان قرار دارد و جمعیت آن حدود ۱۰۰ نفر است.